# Flaubert (revue)
Pour les articles homonymes, voir Flaubert (homonymie).
Flaubert est une revue scientifique ouverte à toutes les perspectives critiques sur l'œuvre de Flaubert : dossiers thématiques, manuscrits, documentation, traductions.
Éditée par l’équipe « Flaubert » de l’Institut des textes et manuscrits modernes (ITEM/CNRS-ENS ; UMR 8132), cette revue électronique a vocation à publier les travaux de génétique et de critique sur Flaubert, et de faire le point sur l’actualité flaubertienne en France et à l’étranger. Structurée, deux fois par an, autour d’un nouveau « dossier » thématique, la revue propose également un large éventail de contributions libres relevant sans exclusive de toutes les orientations critiques. La revue allie ainsi un fonctionnement traditionnel par numéro (les « dossiers ») et une organisation plus souple en flux continu, par « rubriques ».
 Flaubert est une revue disponible en accès libre sur le portail OpenEdition Journals (anciennement revues.org).